# Hyacinthella persica
Hyacinthella persica är en sparrisväxtart som först beskrevs av Pierre Edmond Boissier och Friedrich Alexander Buhse, och fick sitt nu gällande namn av Chouard. Hyacinthella persica ingår i släktet Hyacinthella och familjen sparrisväxter. Inga underarter finns listade i Catalogue of Life.